# Brzezin
Brzezin (niem. Briesen) – wieś w Polsce, w województwie zachodniopomorskim, w powiecie pyrzyckim, w gminie Pyrzyce, na Pomorzu Zachodnim.

## Nazwa
Po zakończeniu II wojny światowej używano przejściowo polskiej nazwy Brzozowice. 12 lutego 1948 r. ustalono urzędową polską nazwę miejscowości – Brzezin, określając drugi przypadek jako Brzezina, a przymiotnik – brzeziński.

## Podział administracyjny
W latach 1975–1998 miejscowość należała administracyjnie do województwa szczecińskiego.